# 巴约莱
巴约莱（法語：Baillolet，法語發音：[bajɔlɛ]）是法国滨海塞纳省的一个市镇，属于迪耶普区。

## 地理
巴约莱（49°47'35"N, 1°26'16"E）面积8.74 平方千米，位于法国诺曼底大区滨海塞纳省，该省份为法国北部沿海省份，其西部及北部濒大西洋英吉利海峡，东起顺时针与索姆省、瓦兹省、厄尔省和卡爾瓦多斯省接壤。
与巴约莱接壤的市镇（或旧市镇、城区）包括：巴约勒-讷维尔、克莱、克鲁瓦达勒、吕西、布赖地区梅尼耶尔。

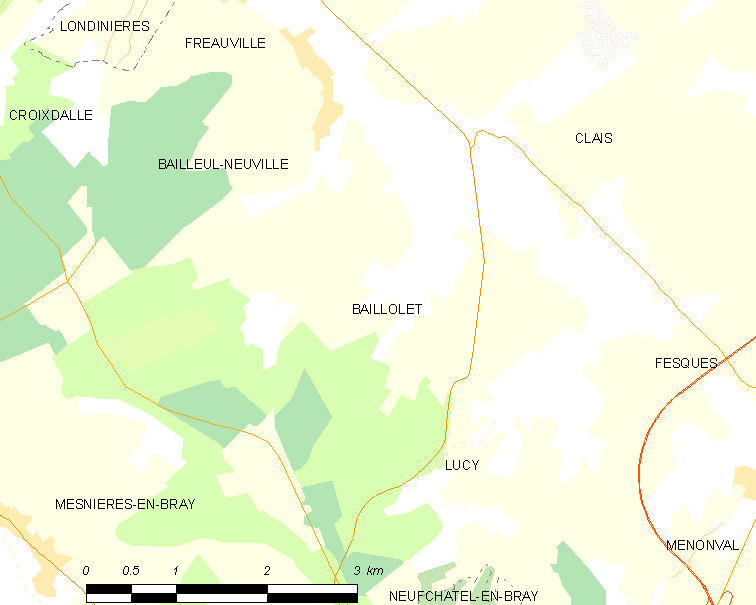
巴约莱的OSM定位图

巴约莱的时区为UTC+01:00、UTC+02:00（夏令时）。

## 行政
巴约莱的邮政编码为76660，INSEE市镇编码为76053。

## 政治
巴约莱所属的省级选区为布赖地区讷沙泰勒县。

## 人口

1962-2008年间巴约莱人口变化图示

巴约莱于2022年1月1日时的人口数量为116人。